# کراسنو اوکتیابرسکویه (داغستان)
کراسنو اوکتیابرسکویه (به لاتین: Krasnooktyabrskoye) یک منطقهٔ مسکونی در روسیه است که در شهرستان کیزلیارسکی واقع شده‌است.